# Breslaus voetbalkampioenschap 1910/11
In 1910/11 werd het negende Breslaus voetbalkampioenschap gespeeld, dat georganiseerd werd door de Zuidoost-Duitse voetbalbond. Germania Breslau werd kampioen en plaatste zich voor de Zuidoost-Duitse eindronde. De club versloeg Germania Kattowitz en Deutscher SV Posen. In de finale verloor Germania van FC Askania Forst.
De voorzitter van SC 1904 Breslau wilde van de club een topclub maken en besloot enkele spelers te betalen, wat in die tijd niet toegestaan was. Hierop werd de club uit de competitie gezet, voor drie jaar, al werd dit later teruggedraaid tot enkel dit seizoen. 

## Eindstand
| Plaats | Club                     | Wed. | W  | G | V  | Saldo | Ptn   |
| ------ | ------------------------ | ---- | -- | - | -- | ----- | ----- |
| 1.     | SC Germania 1904 Breslau | 14   | 14 | 0 | 0  | 70:10 | 28:0  |
| 2.     | VfB 1898 Breslau         | 14   | 10 | 0 | 4  | 41:27 | 20:8  |
| 3.     | SC Schlesien Breslau     | 14   | 8  | 1 | 5  | 51:36 | 17:11 |
| 4.     | VfR 1897 Breslau (1)     | 14   | 7  | 1 | 6  | 38:19 | 15:13 |
| 5.     | SC Falke Breslau         | 14   | 6  | 1 | 7  | 29:51 | 13:15 |
| 6.     | SC Preußen Breslau       | 14   | 5  | 1 | 8  | 31:31 | 11:17 |
| 7.     | ATV Breslau              | 14   | 3  | 1 | 10 | 16:56 | 7:21  |
| 8.     | FC Hertha Breslau (2)    | 14   | 0  | 1 | 13 | 12:59 | 1:27  |

 (1): VfR 1897 Breslau trok zich in februari 1911 terug, de resterende wedstrijden werden als winst voor de tegenstander aangerekend. 

 (2): FC Hertha Breslau hield in maart 1911 op te bestaan, resterende wedstrijden werden als winst voor de tegenstander aangerekend.
|  | Kampioen   |
|  | Degradatie |